# Plejedatteren
Plejedatteren er bind 3 i serien Sagaen om Isfolket af den norske forfatter Margit Sandemo. Bogserien blev udgivet fra 1982 til 1989. Bogserien er en familie saga, der følger slægten Isfolket gennem århundreder.

## Handlingen
I denne tredje bog om isfolket følger vi Tengel og Siljes plejedatter Sol. Sol har nu i 5 år hjulpet Tengel med at passe og pleje de syge, og næsten afholdt sig fra at eksperimentere med sine trolddomsevner. Rastløsheden har dog fat i hende, og hun kommer nu til Danmark og bor i nærheden af sin bror Dag. Sol bliver meget afholdt i Danmark, bl.a. fordi hun ved hjælp af sine specielle evner hjælper sin værtsfamilie. Sol søger kontakt med ligesindede, men de er ikke nemme at finde.

## Hovedpersoner
- Silje Arngrimsdatter
- Tengel den gode af Isfolket
- Sol Angelica af Isfolket

### Fødsler/dødsfald
- Født: Sunniva af Isfolket
- Død: † Sol Angelica af Isfolket

## Andre udgaver

### Lydbog Mp3
- Isfolket 03 - Plejedatteren
- Indlæst af: Anne Lynggård
- Spilletid: 6 timer og 32 minutter
- ISBN 9788776772239

### Lydbog CD
- Isfolket 03 - Plejedatteren
- Indlæst af: Anne Lynggård
- Spilletid: 6 timer og 49 minutter - 6 CD´er
- ISBN 9788776771669